# Думбравица (Хунедоара)
Думбравица (рум. Dumbrăvița) насеље је у Румунији у округу Хунедоара у општини Илија. Oпштина се налази на надморској висини од 316 m.

## Становништво
Према подацима из 2002. године у насељу је живело 45 становника, од којих су сви румунске националности.